# Дворец культуры имени И. И. Газа
Дворе́ц культу́ры и́мени И. И. Газа́ — дворец культуры для рабочих завода «Красный Путиловец», построенный в 1930—1935 годах авторами первого в стране Дворца культуры имени Горького архитекторами А. И. Гегелло и Д. Л. Кричевским в стиле конструктивизма и окончательно завершённый в 1960-х годах архитектором Е. М. Полторацким и инженером Л. Н. Бубариной. Объект культурного наследия России регионального значения.
Назван в память партийного деятеля, работника Путиловского завода И. И. Газы.
Расположен в Кировском районе Санкт-Петербурга напротив Кировского завода и одноимённой с ним станции метро (проспект Стачек, дом № 72).

## История
Строительство началось осенью 1930 году, продолжилось в несколько этапов и заняло несколько десятилетий (с перерывом на войну).
Располагалось по адресу ул. Стачек, д. 92, в 1940 году улицу переименовали в проспект, нумерация домов тоже изменилась, теперь это проспект Стачек, д. 72.
Существовало три варианта проектов здания. Проекты «Клуба для путиловцев» обсуждались самими рабочими завода.
- Первая часть была открыта в марте 1935 года.
- Гегелло занимался достройкой до 1950 года, но восстановление разрушенного в войну было важнее.
- В 1960-х годах строительство удалось завершить (архитектор Е. М. Полторацкий[6], инженер Л. Н. Бубарина).

Во время войны здание оборудовали огневыми точками, так как с него открывался вид на ул. Краснопутиловскую.
В здании формировались батальоны народного ополчения. Также в этом здании в 1941—1942 годах размещались штабы истребительного батальона трудящихся Кировского завода и отдельного артиллерийского рабочего дивизиона, принимавшего участие в штурме Берлина (о чём свидетельствует мемориальная доска).
- 1962 год: Перед клубом установлен бюст И. И. Газы, являющийся памятником монументального искусства. Категория охраны: региональная. Вид документа о постановке на гос. охрану: решение Ленгорисполкома от 24.10.1977, № 757 (скульптор Г. Д. Гликман, архитектор Ю. Я. Мачерет).
- 1964 год: Клуб преобразован во Дворец культуры и техники. Здесь читали лекции, работали кружки, клубы, библиотека.
- 1974 год: Прошла выставка неформальных художников.

В настоящее время положение следующее.
- Потери:
  - Кинозал закрыт; большая клетка с попугаями, которая была при входе у гардероба, бесследно исчезла; картина, на которой была изображена зенитная батарея, располагавшаяся во время войны на этом месте, после ремонта также бесследно исчезла; барельеф находится в аварийном состоянии и частично утрачен; в помещениях масса субарендаторов.
- Действуют:
  - Концертный зал отремонтирован и используется по назначению, проходят спектакли, концерты, выступают барды клуба «Восток», проводятся КВНы;
  - Работает Театр Драматических импровизаций (ТДИ). Спектакли — четверг, пятница, суббота, воскресенье;
  - Социально-драматический театр (СХТ);
  - Постоянно устраивает выставки фотографий Клуб «1001 фото Петербурга».

В здании ДК находятся техникум, Частное образовательное учреждение высшего образования «Балтийский Гуманитарный Институт», магазины, концертный зал, выборный участок и т. п.
Все большие художественные полотна, ранее находившиеся в ДК (военная панорама, посвящённая Великой Отечественной войне, картина «Выступление Ленина» и другие) утрачены. По информации, предоставленной представителем «Музея истории и техники» Кировского завода, все полотна были сняты и помещены в подвальное помещение, там в результате коммунальной аварии они оказались залиты водой, покрылись плесенью и не подлежали восстановлению.
В марте 2020 года Комитет по градостроительству и охране памятников присвоил Дворцу культуры им. И.И. Газа статус объекта культурного наследия — памятника регионального значения. В границы охранной зоны вошёл корпус 1930—1935 годов постройки, ранее имевший статус выявленного объекта культурного наследия.

## Архитектура
Согласно заданию, архитекторы предусмотрели строительство в две очереди двух разграниченных зон: клубной (южной) и театральной (северной). Для театральной части на 1500 мест (сейчас зал располагает тысячей мест), аналогично ДК имени Горького, был выбран секторный тип зала. Клубная зона включала малый зал на 500 мест, библиотеку, танцевальный зал и кабинеты для кружков. Вытянутое вдоль проспекта асимметричное здание таким образом делилось на три части: массивного объёма театра на севере, параллельной проспекту трёхэтажной в центре и перпендикулярной ей четырёхэтажной с примыкающим пониженным объёмом малого зала на юге.
Авторы предложили три варианта стилевого решения: чисто конструктивистское с непрерывным остеклением, с расчленением ленточных окон лёгкими столбиками и с колоннами. Выбран был третий вариант, но в 1930-х годах удалось построить только первую — клубную очередь, затем строительство было заморожено. Гегелло не раз возвращался к проекту достройки ДК, но завершено строительство было лишь в 1960-х годах.
В результате главной частью стал угловой — южный — четырёхэтажный корпус. Окна в нём объединены тёмными простенками, создающими иллюзию ленточного остекления. Ряды окон и длинные балконы сдвинуты к северному краю — традиционный для конструктивизма приём создания динамики. Стены покрыты графичной рустовкой. Вход оформлен тёмными колоннами упрощённой формы. В глубине к нему примыкает пониженный объём малого зала с большим горизонтальным витражом. Из него выступает стеклянный цилиндр, в котором «парит» винтовая лестница. Эти наиболее яркие приметы конструктивизима больше всего и пострадали от времени и небрежения.
Средний трёхэтажный корпус, тянущийся параллельно проспекту Стачек, более спокойно и нейтрально продолжают элементы южного соседа — строй колонн продолжается тёмными пилонами первого этажа, спаренные окна разделены тёмными простенками. Над пилонами — отлитый из цемента 60-метровый фриз работы скульптора Л. А. Дитриха в стиле социалистического реализма, посвящённый революционной истории и социалистическому развитию района, несколько конфликтующий с конструктивистским архитектурным фоном.
Фриз расположен на лицевом фасаде над карнизом первого этажа, являющегося элементом предмета охраны объекта, утверждённого распоряжением КГИОП от 21.11.2014 № 10-745.
В центральной части фасада здания находится ныне пустой квадрат, на котором ранее были размещены барельефы Ленина и Сталина.
Достроенная в 1960-х годах северная — театральная — часть со зрительным залом на 1000 мест повторяет схему первой очереди.
- Главный вход и театральная (северная) часть
- Западный фасад, фриз
- Западный фасад южной части
- Южная часть
- Объём винтовой лестницы
- Внутри ДК
- Внутри ДК

## Газаневщина
Одна из первых и немногих разрешенных властями СССР крупных выставок художников-нонконформистов состоялась в ДК им. И. И. Газа 22—25 декабря 1974 года (около 50 художников). Выставка стала важной вехой истории ленинградской независимой культуры и вызвала всплеск общественного интереса к современному искусству, которое впервые предстало перед зрителем в широком многообразии направлений — от абстракционизма до поп-арта.
Вторая подобная выставка прошла в 1975 году в ДК «Невский», отчего и произошло объединительное название «Газаневщина».